# Stan Hill
Stanley Frank Tiny Hill MBE (* 9. April 1927 in New Plymouth, Neuseeland; † 2. Oktober 2019) war ein neuseeländischer Rugby-Union-Spieler auf der Position des Zweite-Reihe-Stürmers, Flügelstürmers und der Nummer Acht. Außerhalb des aktiven Rugbysports war er ein Berufssoldat in der New Zealand Defence Force (NZDF).

## Biografie
Nach seiner Rückkehr aus Japan, wo er von 1948 bis 1949 als Soldat stationiert war, begann er seine Laufbahn im Spitzenrugby mit einer Auswahlmannschaft der neuseeländischen Streitkräfte. 1951 wurde er dann in die Provinzauswahl der Canterbury RFU berufen. Mit ihr konnte er den Ranfurly Shield 1953 gegen die Wellington RFU gewinnen, und ihn danach bis 1956 in 23 Spielen verteidigen. Darauf folgte 1954 eine Berufung in die Auswahlmannschaft der Südinsel.
Aufgrund seiner Leistungen nominierte man Hill 1955 für die neuseeländische Nationalmannschaft (All Blacks) in ihrem dritten und letzten Spiel gegen die in Neuseeland tourende australische Nationalmannschaft (Wallabies). Obwohl die All Blacks dieses Spiel mit 3:8 verloren, konnten sie den Bledisloe Cup erfolgreich verteidigen, da sie die vorherigen zwei Länderspiele gewannen.
Seinen größten Triumph im Rugby erreichte er ein Jahr später, als er mit den All Blacks die Länderspielserie gegen die in Neuseeland tourende südafrikanische Nationalmannschaft (Springboks) für sich entscheiden konnte. Es war die erste Niederlage der Springboks in einer Länderspielserie überhaupt. Die Neuseeländer gewannen drei der vier Länderspiele und verloren eines. Hill spielte in den drei Spielen, die die Neuseeländer gewannen. Außerdem gelang ihm mit Canterbury ebenfalls ein Sieg über die Springboks, jedoch verlor er mit der Auswahlmannschaft der New Zealand Māori desaströs mit 0:37 gegen die Südafrikaner. Die Niederlage war so verheerend, dass im Jahr 2010 Vorwürfe laut wurden, der damalige Minister für Māoriangelegenheiten Ernest Corbett habe die Spieler aufgefordert, das Spiel absichtlich zu verlieren, um Neuseelands Beziehungen zum Apartheidsstaat Südafrika nicht zu belasten. Diese Vorwürfe wurden von Hill und anderen damaligen Spielern zurückgewiesen. Seiner Meinung nach kam die hohe Niederlage wegen der falschen Spieltaktik zustande.
In den Jahren 1957 und 1958 verteidigte er mit Neuseeland jeweils wieder den Bledisloe Cup erfolgreich gegen die Wallabies. 1959 spielte er zu dem in allen vier Spielen der All Blacks gegen die in Neuseeland tourenden British Lions. Durch drei Siege und eine Niederlage konnten die All Blacks die Länderspielserie für sich entscheiden. Des Weiteren gelang es ihm auch mit Canterbury die Lions zu besiegen.
Wegen seiner Māoriherkunft durfte er 1960 nicht an der All-Black-Tour in Südafrika teilnehmen, da das dortige Apartheidsregime Māori verbot in Südafrika Rugby mit und gegen Weiße zu spielen, was der neuseeländische Rugbyverband New Zealand Rugby Union (NZRU) sowie die neuseeländischen Regierungen, trotz teils heftiger Kritik, bis Ende der 1960er Jahre akzeptierten.
Ab 1961 diente er als Soldat auf der neuseeländischen Nordinsel in Papakura. Aus diesem Grund spielte er von 1961 bis 1962 als Mannschaftskapitän für den Provinzverband Counties Manukau RU. Nach dieser Station beendete Hill seine aktive Rugbykarriere.
Im Jahr 2004 behaupteten ehemalige Offizieranwärter, dass es auf der Waiouru-Kadettenanstalt in den 1960er Jahren zu Misshandlungen an Rekruten gekommen sei. Tiny Hill war von 1963 bis 1966 als Sergeant Major für die Ausbildung innerhalb der Anstalt verantwortlich. Obwohl er selber nicht beschuldigt wurde, lehnte er diese Vorwürfe rundweg als unglaubwürdig ab.
Für seine Verdienste um das neuseeländische Rugby erhielt er 2006 von der NZRU die Steinlager Salver als Auszeichnung.